# Новообинка
Новообинка — село в Петропавловском районе Алтайского края. Административный центр Новообинского сельсовета.

## География
Расположено к северу от реки Ануя. Абсолютная высота — 151 метр над уровнем моря.

## История
В 1926 году в селе имелось 713 хозяйства и проживало 4924 человека (2397 мужчин и 2527 женщин). В национальном составе населения того периода преобладали русские. Действовали две школы I ступени, изба-читальня и лавка общества потребителей. В административном отношении являлось центром Новообинского сельсовета Быстро-Истокского района Бийского округа Сибирского края.

## Население
| 1926  | 1997  | 1998  | 1999  | 2000  | 2001  |
| ----- | ----- | ----- | ----- | ----- | ----- |
| 4924  | ↘1203 | ↘1194 | ↘1181 | ↘1177 | ↘1172 |
| 2002  | 2003  | 2004  | 2005  | 2006  | 2007  |
| ↘1147 | ↘1116 | ↘1081 | ↘1069 | ↘1034 | ↘1010 |
| 2008  | 2009  | 2010  | 2011  | 2012  | 2013  |
| ↘983  | ↘937  | ↘877  | →877  | ↘844  | ↘836  |
| 2016  | 2017  | 2018  | 2019  | 2020  | 2021  |
| ↘806  | ↘803  | ↗817  | ↘800  | ↘790  | ↘760  |

Национальный состав
Согласно результатам переписи 2002 года, в национальной структуре населения русские составляли 100 %.